# Michael Gallup
Pour les articles homonymes, voir Gallup.
(en) Statistiques sur pro-football-reference
Michael Gallup, né le 4 mars 1996 à Atlanta, est un sportif professionnel américain de football américain évoluant au poste de wide receiver dans la National Football League (NFL) depuis la saison 2018 et actuellement chez les Raiders de Las Vegas.
Au niveau universitaire, il a joué en 2016 et 2017 pour les Rams de l'université d'État du Colorado.
Sélectionné en 81e choix global lors du troisième tour de la draft 2018 par la franchise des Cowboys de Dallas, il y joue six saisons avant d'être libéré le 15 mars 2024 pour rejoindre en tant qu'agent libre les Raiders de Las Vegas.

## Biographie

### Carrière universitaire
Gallup intègre en 2014 le Butler Community College, un collège communautaire situé à El Dorado dans le Kansas. 
Il rejoint deux ans plus tard l'université d'État du Colorado et leur équipe des Rams. Il y excelle lors de sa première saison totalisant 1 272 yards en 76 réceptions et inscrivant 14 touchdowns. Il continue de bien performer l'année suivante avec 1 418 yards gagnés en réceptions, se classant deuxième de cette statistique dans la Mountain West Conference et cinquième dans toute la NCAA.

### Carrière professionnelle
Gallup est sélectionné en 81e choix global lors du troisième tour de la draft 2018 de la NFL par la franchise des Cowboys de Dallas au troisième tour, . 
Il inscrit son premier touchdown professionnel lors de la 7e semaine de la saison 2018 contre les Redskins de Washington après avoir réceptionné une passe de 49 yards du quarterback Dak Prescott.
Après six saisons avec les Cowboys, Gallup est libéré le 15 mars 2024 et devient agent libre.
Le 30 avril 2024, Gallup signe un contrat d'un an avec les Raiders de Las Vegas.

## Statistiques
| Année              | Équipe               | MJ |                | Passes réceptionnées | Passes réceptionnées | Passes réceptionnées | Passes réceptionnées |                | Courses        | Courses        | Courses | Courses |  | Fumbles | Fumbles |
| Année              | Équipe               | MJ | Nb.            | Yards                | Moy.                 | TD                   | Nb.                  | Yards          | Moy.           | TD             | Nb.     | Perdus  |  |         |         |
| 2018               | Cowboys de Dallas    | 16 | 33             | 0 507                | 15,4                 | 2                    | -                    | -              | -              | -              | 0       | 0       |  |         |         |
| 2019               | Cowboys de Dallas    | 14 | 66             | 1 107                | 16,8                 | 6                    | -                    | -              | -              | -              | 0       | 0       |  |         |         |
| 2020               | Cowboys de Dallas    | 16 | 59             | 0 843                | 14,3                 | 5                    | -                    | -              | -              | -              | 0       | 0       |  |         |         |
| 2021               | Cowboys de Dallas    | 09 | 35             | 0 445                | 12,7                 | 2                    | -                    | -              | -              | -              | 0       | 0       |  |         |         |
| 2022               | Cowboys de Dallas    | 14 | 39             | 0 424                | 10,9                 | 4                    | -                    | -              | -              | -              | 0       | 0       |  |         |         |
| 2023               | Cowboys de Dallas    | 17 | 34             | 0 418                | 12,3                 | 2                    | -                    | -              | -              | -              | 0       | 0       |  |         |         |
| 2024               | Raiders de Las Vegas | ?  | Saison à venir | Saison à venir       | Saison à venir       | Saison à venir       | Saison à venir       | Saison à venir | Saison à venir | Saison à venir | ?       | ?       |  |         |         |
| Totaux en carrière | Totaux en carrière   | 86 | 266            | 3 744                | 14,1                 | 21                   | -                    | -              | -              | -              | 0       | 0       |  |         |         |

| Année              | Équipe             | MJ |              | Passes réceptionnées | Passes réceptionnées | Passes réceptionnées | Passes réceptionnées |              | Courses      | Courses      | Courses | Courses |  | Fumbles | Fumbles |
| Année              | Équipe             | MJ | Nb.          | Yards                | Moy.                 | TD                   | Nb.                  | Yards        | Moy.         | TD           | Nb.     | Perdus  |  |         |         |
| 2018               | Cowboys de Dallas  | 2  | 08           | 137                  | 17,1                 | 1                    | -                    | -            | -            | -            | 0       | 0       |  |         |         |
| 2021               | Cowboys de Dallas  | 0  | N'a pas joué | N'a pas joué         | N'a pas joué         | N'a pas joué         | N'a pas joué         | N'a pas joué | N'a pas joué | N'a pas joué | -       | -       |  |         |         |
| 2022               | Cowboys de Dallas  | 2  | 05           | 046                  | 09,2                 | 1                    | -                    | -            | -            | -            | 0       | 0       |  |         |         |
| 2023               | Cowboys de Dallas  | 1  | 06           | 103                  | 47,2                 | 0                    | -                    | -            | -            | -            | 0       | 0       |  |         |         |
| Totaux en carrière | Totaux en carrière | 5  | 19           | 286                  | 15,1                 | 2                    | -                    | -            | -            | -            | 0       | 0       |  |         |         |

## Vie privée
Gallup est adopté à l'âge de 10 mois.
Son frère Andrew s'est suicidé en 2018.